# 布魯氏菌病
布魯氏菌病（brucellosis）早期以症狀称地中海弛張熱（Mediterranean remittent fever）、馬耳他熱（Malta fever）、波狀熱（undulant fever），是一種人畜共通傳染病，由布魯氏菌引致，疾病特点为长期波动幅度大的发热、多汗、关节痛及肝脾肿大等。

## 宿主
這種細菌可寄宿綿羊、山羊、豬和牛等動物，在自然生態環境中適應力較強。患者通常透過接觸受感染動物的分泌物，或進食受污染的肉類或奶品而受感染，而在牧場或屠房等地方工作的人士，受感染風險會較高。人與人接觸的傳播較罕見。其病徵與流行性感冒相似。馬有被牛傳染的可能性，貓在實驗室裡證實了可以受到感染，但沒有病徵。

## 症狀
布魯氏菌入侵人體後，會使人體體溫上升至40℃以上，並引現發燒、流汗、頭痛、流鼻水、咳嗽等流行性感冒呼吸道感染等症狀 ，或伴隨肌肉酸痛、疲勞、食慾不振和身體抽搐。
而依嚴重程度可能造成心血管系統、運動神經系統、生殖系統、腦神經系統等病變。定期對家畜做檢疫，做好家畜飼養地消毒可一定程度上預防此病。

## 型態和基本性質
布魯氏桿菌為一种短小的革蘭氏陰性球桿菌，不會產生芽孢，無鞭毛不具運動性，无荚膜（个别毒性强的菌种除外）。為嗜氧菌，兼性细胞内寄生菌。布魯氏菌的代謝系統並不發達。1985年世界卫生组织将布鲁氏菌属分为6个种，20种生物型，临床上引起人体感染的主要是羊种布鲁氏菌，其致病力也是最强的。
- 羊种布魯氏桿菌3种生物型
  - 馬爾他布魯氏菌(brucella melitensis)主要感染山羊及綿羊
- 牛种布魯氏桿菌9种生物型
  - 流產布魯氏菌(brucella abortus)主要感染牛隻
- 猪种布魯氏桿菌5种生物型
  - 豬布魯氏菌(brucella suis)主要感染豬
- 犬种布魯氏桿菌1种生物型
  - 犬布魯氏菌(brucella canis)主要感染狗
- 绵羊种布魯氏桿菌1种生物型（不致病人体）
- 沙林鼠种布魯氏桿菌1种生物型（不致病人体）

## 生化武器
由于布鲁氏杆菌具有能生存于气溶胶且不易干死的特性，其曾被用来制成生化武器。美国于1954年在阿肯色州的派恩布拉夫军火库首先将其武器化，后于1971年至1972年间因尼克松总统废止攻击性生物武器计划而全部销毁。

## 洩漏布魯氏菌事故
2019年12月底，甘肅官方通報稱：「2019年7月24日至8月20日，蘭州生物藥廠在獸用布菌疫苗生產過程中使用過期消毒劑，致使生產發酵罐廢氣排放滅菌不徹底，攜帶含菌發酵液的廢氣形成含菌氣溶膠，生產時段該區域主風向為東南風，導致位於下風向的中國農科院蘭州獸研所人體吸入或黏膜接觸產生抗體陽性，一共203抗體陽性人員及1名出現臨牀症狀的抗體陽性人員。」

## 其他事件
另據香港有線電視報導，在2011年在中國內蒙古亦曾出現羊群爆發，而在處理過程引致百多個工作人員受到感染。

## 外部連結
- 微生物免疫學-Brucella spp.(布氏桿菌屬) （页面存档备份，存于）